# Теренс Годжкінсон
Теренс Вільям Іван Годжкінсон (англ. Terence William Ivan Hodgkinson, 7 жовтня 1913 — 4 жовтня 1999) — директор лондонського музею Зібрання Воллеса у 1974—1978 роках, історик мистецтва, зокрема скульптури, видатний музейний адміністратор.